# Досифей (патриарх Константинопольский)
Досифей (греч Δοσιθέας) - патриарх Константинопольский, который занимал пост на протяжении двух лет (1189-1191).
Предшественником патриарха Досифея был патриарх Леонтий Феотокит, а его преемником был патриарх Георгий II Ксифилин.

## Биография
Патриарх Досифей был возведен в сан в 1189 году по инициативе византийского императора Исаака II Ангела.
Досифей придерживался антилатинской позиции и активно участвовал во внешней политике Византии. При участии патриарха Досифея в феврале 1190 года был заключён мирный договор между Исааком II и германским императором Фридрихом I Барбароссой.
В начале сентября 1191 года политическим противникам императора удалось добиться низложения патриарха Досифея. 
Константинопольский собор объявил неканоническим перемещение Досифея и ему было предложено снова занять кафедру. Однако он отказался от этой возможности и 10 сентября 1191 года отрекся от престола.